# Horonia bella
Horonia bella är en mångfotingart som beskrevs av Chamberlin 1966. Horonia bella ingår i släktet Horonia och familjen storjordkrypare. Inga underarter finns listade i Catalogue of Life.